# الطوابع البريدية والتاريخ البريدي لليبيا
الطوابع البريدية والتاريخ البريدي لليبيا هذه المقالة هي استطلاع للتاريخ البريدي لليبيا والطوابع البريدية. ليبيا دولة تقع في شمال أفريقيا، يحدها البحر الأبيض المتوسط من الشمال، تتوسط كل من مصر في الشرق والجزائر وتونس من الغرب، والسودان من الجنوب الشرقي، وتشاد والنيجر من الجنوب.

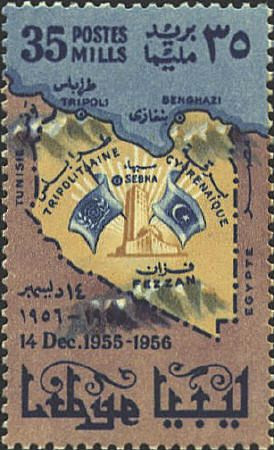
طابع بريدي يعود إلى عام 1956 يُظهر المقاطعات التي اجتمعت لتشكل ليبيا الحديثة

## الإمبراطورية العثمانية
أول الطوابع التي استخدمت في ليبيا كانت طوابع الدولة العثمانية.

## المستعمرة الإيطالية
المنطقة التي أصبحت الآن ليبيا كانت في الأصل ولاية تابعة للإمبراطورية العثمانية والتي تُنُزِل عنها لإيطاليا في عام 1912، وأصبحت مستعمرة إيطالية بطوابعها الخاصة.

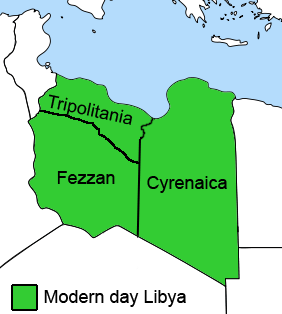
خريطة ليبيا قبل توجيدها

في عام 1912 طُبعت الطوابع الإيطالية وكُتِب فوقها "ليبيا"، ولاحقًا صَدرت طوابع استعمارية إيطالية خاصة لليبيا، وفي عام 1921 صدرت أول طوابع مكتوب عليها " ليبيا مستعمرة ايطالية". 

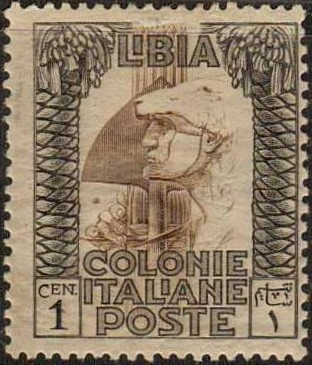
طابع ليبيا الإيطالية يظهر الفيلق الروماني عام 1921

طبعت جميع طوابع ليبيا أثناء حقبة الاستعمار من أعمال الطباعة في الحكومية الإيطالية. وقد خصص بعضها للاحتفال بأحداث إيطالية لا علاقة لها بليبيا.
كان لإقليم طرابلس وبرقة بين عامي ( 1924 و 1934) طوابعهما الخاصة، قبل أن يتم توحيدها في عام 1934 مع فزان كمستعمرة إيطالية. استخدمت الطوابع الخاصة بإقليمي طرابلس وبرقة مع طوابع ليبيا الإيطالية.

## الإدارة المتحالفة
مطبوعٌ على الطوابع البريطانية العبارة التالية: (قوات الشرق الأوسط) استخدمت ما بين عام 1943 وعام 1948 بعد أن استولى البريطانيون على المنطقة خلال الحرب العالمية الثانية. في الأول من يوليو عام 1948، طُبع فوق الطوابع البريطانية "تريبوليتانيا". الطوابع المستخدمة تحمل علامة B.A. طرابلس من 6 فبراير 1950 إلى ديسمبر 1951.

## قضايا فزان وغدامس
كانت فزان وغدامس منطقة تقع في الجزء الجنوبي من مستعمرة ليبيا الإيطالية السابقة التي سيطر عليها الفرنسيون من عام 1943 حتى استقلال ليبيا في عام 1951. وكانت جزءً من إدارة الحلفاء في ليبيا.

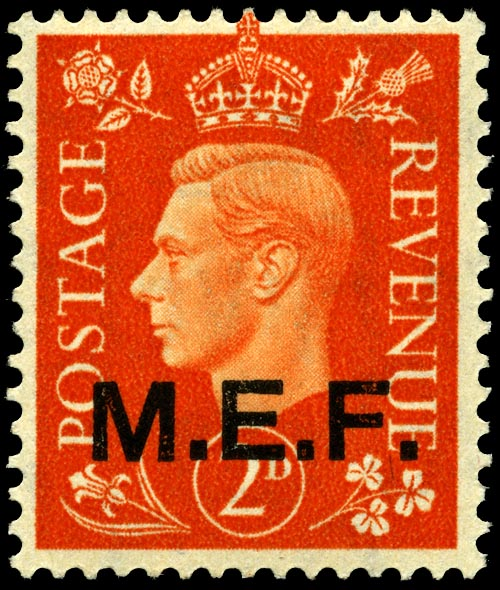
ختم بريطاني عليه طباعة فوقية لقوات الشرق الأوسط، صالح للاستخدام فترة احتلال ليبيا

## إمارة برقة
تمتعت برقة بفترة وجيزة من الحكم الذاتي الداخلي في 1949-1951 عندما اعترفت السلطات البريطانية بالأمير محمد إدريس السنوسي أميرًا على برقة. صدرت الطوابع البريدية في عام 1950.

## المملكة الليبية
في 24 ديسمبر 1951، توحدت برقة وطرابلس وفزان تحت مظلة المملكة الليبية. صدرت الطوابع الأولى للمملكة الليبية في 24 ديسمبر 1951 وكانت مطبوعة فوق طوابع برقة. صدرت ثلاثة أنواع مختلفة من الطباعة الفوقية بثلاث عملات، للمقاطعات الثلاث برقة وطرابلس وفزان، مما يعكس العملات المختلفة التي لا تزال مستخدمة في المناطق الثلاثة التي كان يديرها الحلفاء السابقين.
صدرت أول طوابع مسجلة للمملكة الليبية في 15 أبريل 1952. واستخدمت مجموعة متنوعة من النقوش حتى عام 1969.

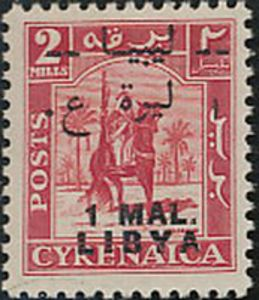
أول طابع بريدي للمملكة الليبية مضاف فوقه 1 ليرة على طابع برقة، 1951.

## الجمهورية العربية الليبية
في عام 1969، خُلع الملك إدريس الأول في انقلاب عسكري، وتغيرت الطوابع التي تتضمن كلمة مملكة بعدة طرق لحذف الكلمة.
صدرت الطوابع لأول مرة تحمل علامة L.A.R. وهي اختصار لـ (الجماهيرية العربية الليبية) ثم بدأ تسجيل الجماهيرية العربية الليبية الشعبية الاشتراكية منذ السبعينيات بصيغة مماثلة باللغة العربية.

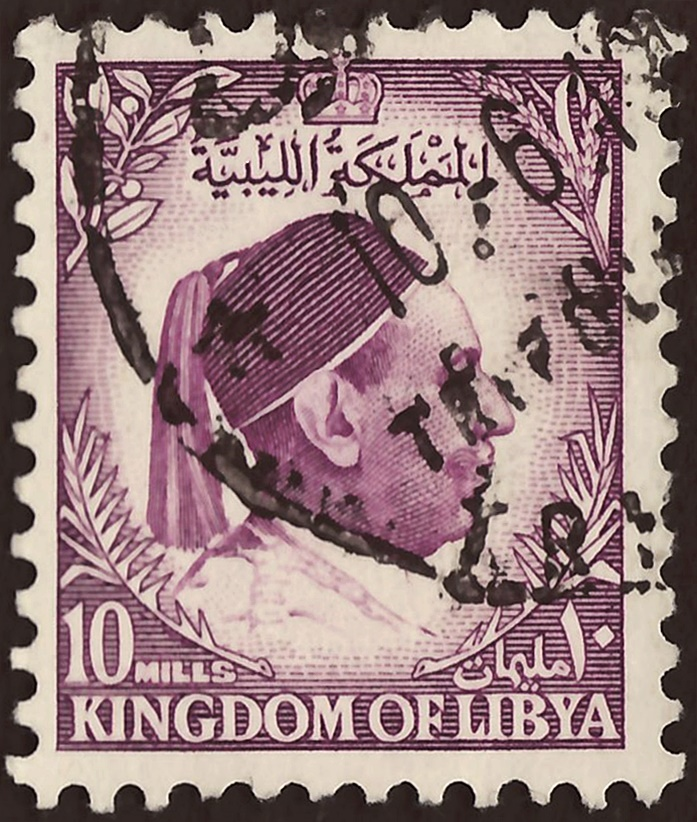
طابع المملكة الليبية سنة 1952.

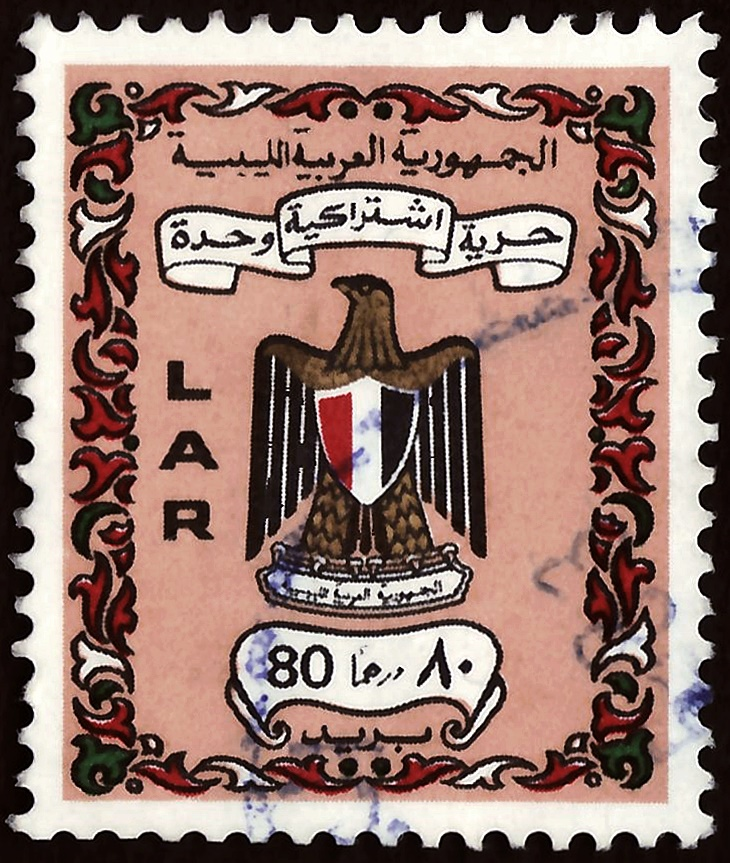
ختم عام 1972 مكتوب عليه LAR "الجماهيرية العربية الليبية".

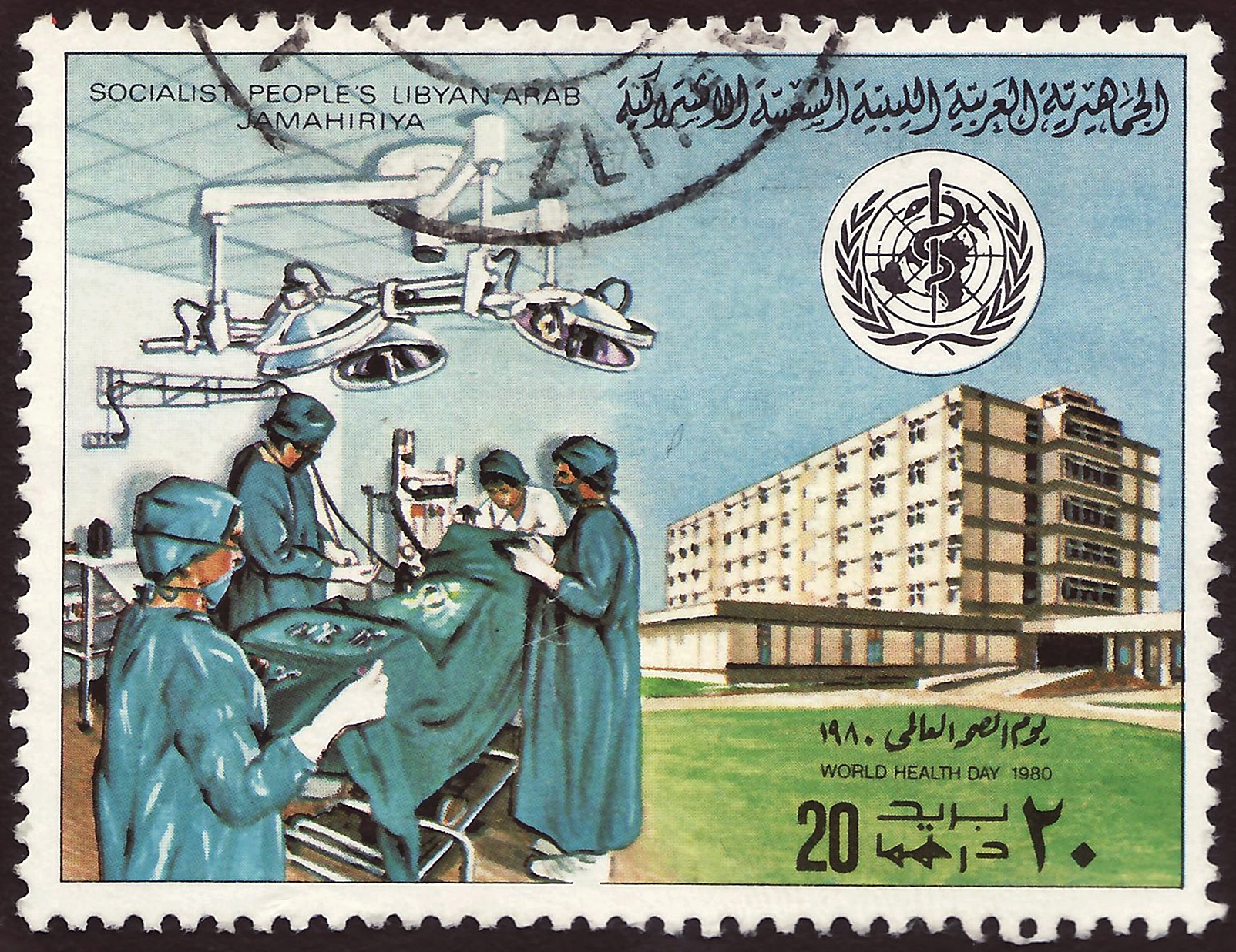
طابع بريدي عام 1980 مكتوب عليه الجماهيرية العربية الليبية الشعبية الاشتراكية

## روابط خارجية
الطوابع البريدية للمستعمرات الإيطالية